# Museo nazionale di Cartagine

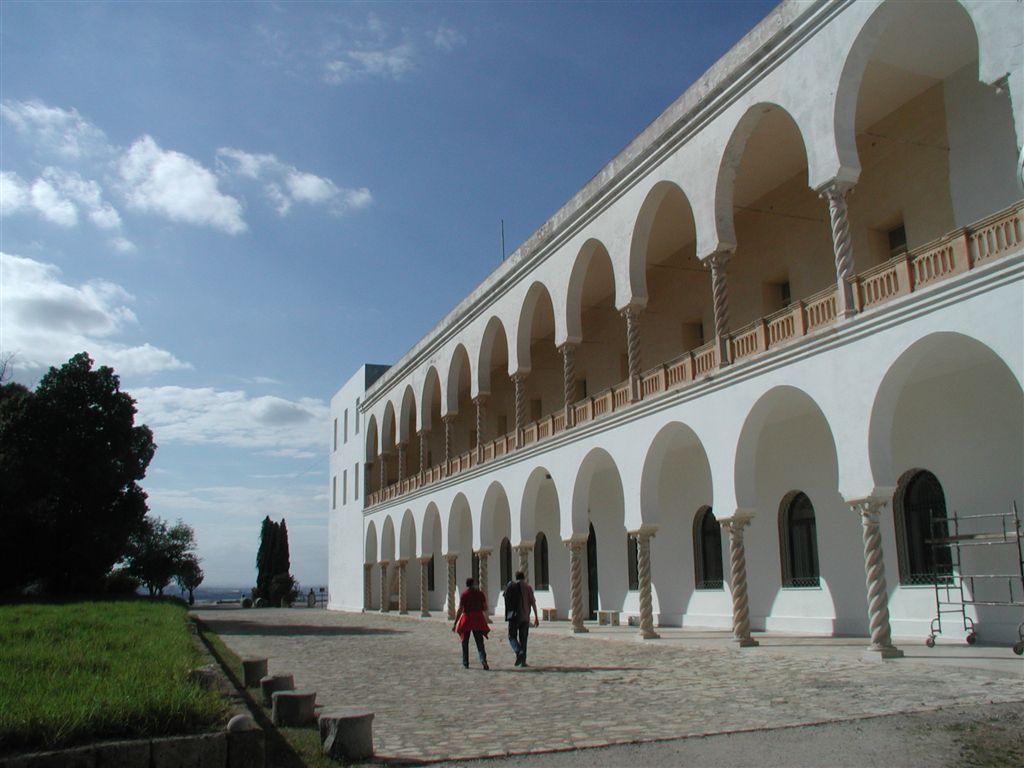
Facciata del museo nazionale di Cartagine

Il museo nazionale di Cartagine (in arabo لمتحف الوطني بقرطاج) è un museo archeologico situato sulla collina di Byrsa, nel cuore della città di Cartagine, in Tunisia. È uno dei due principali musei archeologici della Tunisia, insieme al museo nazionale del Bardo di Tunisi.
Si trova presso la cattedrale di San Luigi, in un edificio in precedenza occupato dai Padri bianchi e raccoglie i reperti rinvenuti negli scavi della città punica e romana a partire dal XIX secolo: un'ampia collezione di betili e di stele scolpite provenienti dal tofet di Salammbô, i sarcofagi in marmo "del sacerdote" e "della sacerdotessa", del III secolo a.C., rinvenuti nella necropoli dei Rabs, materiali funerari, come maschere con motivi apotropaici o gioielli in perle di vetro, mosaici romani, tra cui la nota "dama di Cartagine", di epoca tardoantica, sculture dell'arte ufficiale romana e un'ampia collezione di anfore romane.

## Storia del museo

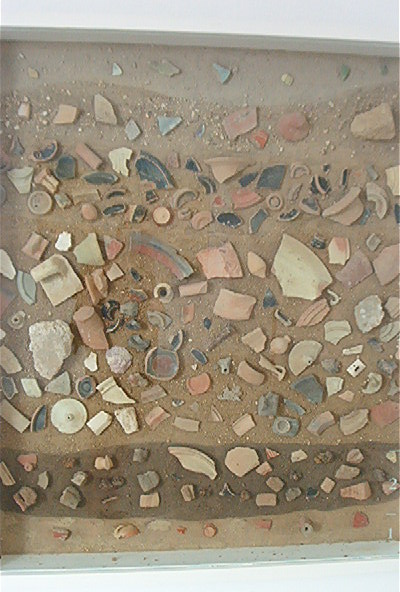
Stratigrafia di Cartagine nel museo nazionale

Il museo venne fondato nel 1875 nei locali del seminario dei Padri bianchi. Fino al 1899 fu chiamato Museo San Luigi e quindi, fino al 1956 Museo Lavigerie, dal nome del fondatore dell'ordine missionario, il cardinale Charles-Martial-Allemand Lavigerie. Inizialmente accolse i reperti provenienti dagli scavi dei "Padri bianchi", in particolare di padre Alfred Louis Delattre. I reperti degli scavi del Servizio delle antichità, istituito solo nel 1885, erano invece depositati presso il Museo Alaoui, che divenne in seguito il museo del Bardo. A padre Delattre successe alla direzione del museo padre Lapeyre nel 1932 e a questi padre Ferron nel 1947.
Al momento dell'indipendenza, nel 1956, le collezioni del museo divennero proprietà dello stato tunisino, ma padre Ferron e il suo assistente, padre Deneauve, continuarono a lavorare nel museo. Nel 1964 venne firmato un accordo (modus vivendi) tra la Chiesa cattolica e la Tunisia, che prevedeva la cessione a titolo gratuito di tutti i beni ecclesiastici sul territorio dello stato, compreso il museo Lavigerie. Il museo prese quindi il suo nome attuale.
Negli anni 1990 è stato oggetto di una vasta ristrutturazione ed è stato destinato ad accogliere tutti i reperti archeologici dagli scavi della città e in particolare quelli dalla campagna internazionale promossa dall'UNESCO negli anni 1972-1975.
A causa di problemi strutturali il museo è parzialmente chiuso dai primi anni 2000.

## Collezioni

### Collezioni puniche

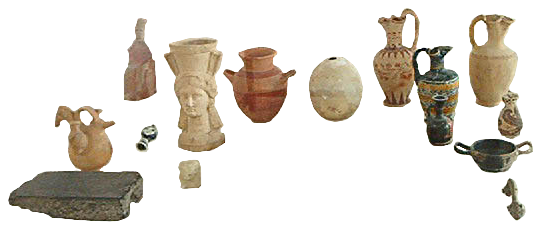
Ceramiche dalle necropoli puniche
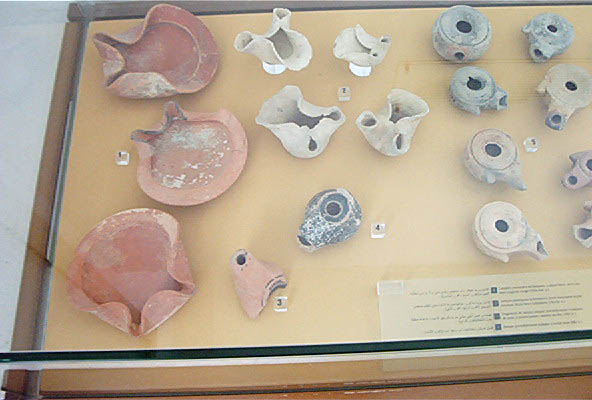
Lucerne puniche e romane
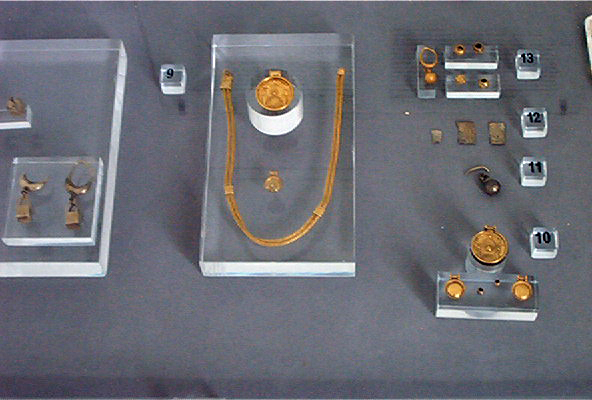
Gioielli punici
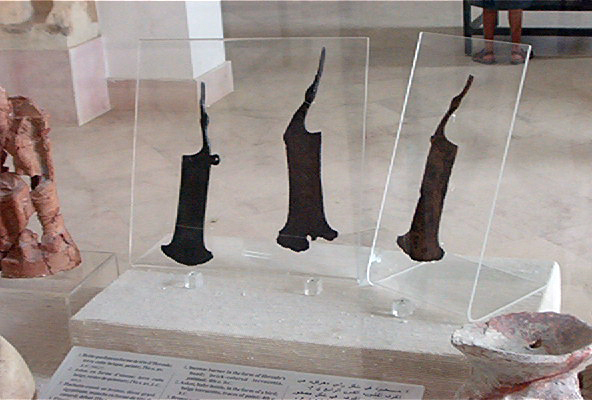
Rasoi in bronzo

Il museo possiede una vasta collezione di ceramiche puniche, rinvenute prevalentemente nelle necropoli e nel tofet, nel corso degli scavi condotti a partire dalla fine del XIX secolo.
Alcune delle lucerne puniche esposte nel museo, dalla tipica forma a piatto con orli sollevati e accostati per ospitare lo stoppino, furono rinvenute in un forno da vasaio che datava all'epoca della terza guerra punica.
Delle collezioni puniche fanno parte anche diversi amuleti con divinità egizie e avori orientali, che testimoniano i contatti con le regioni del Mediterraneo orientale. Sono presenti anche gioielli e maschere in pasta vitrea, che rappresentano delle divinità. Nelle tombe sono stati anche rinvenuti dei rasoi in bronzo, riccamente decorati con motivi prima egittizzanti e poi ellenici, datati a partire dal V secolo a.C.
Sono esposti anche due sarcofagi detti "del sacerdote" e "della sacerdotessa", che provengono dalla necropoli di Santa Monica e sono datati alla fine dell'epoca punica e un brucia-profumi in terracotta a forma di testa di Ba'al Hammon, scoperto in una cappella del quartiere di Salmmbô da Louis Carton poco dopo la prima guerra mondiale.

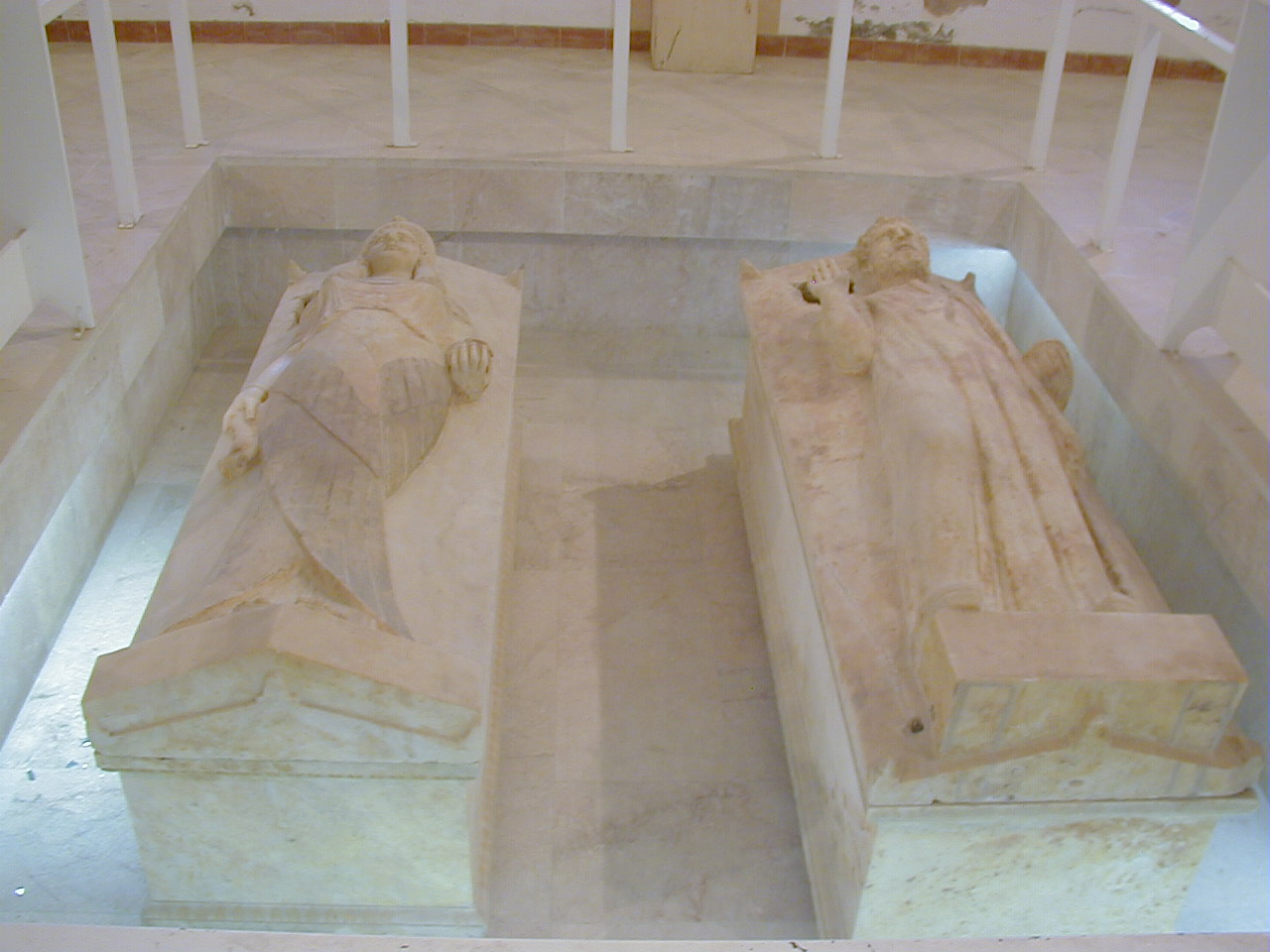
I sarcofagi detti "del sacerdote" e "della sacerdotessa"
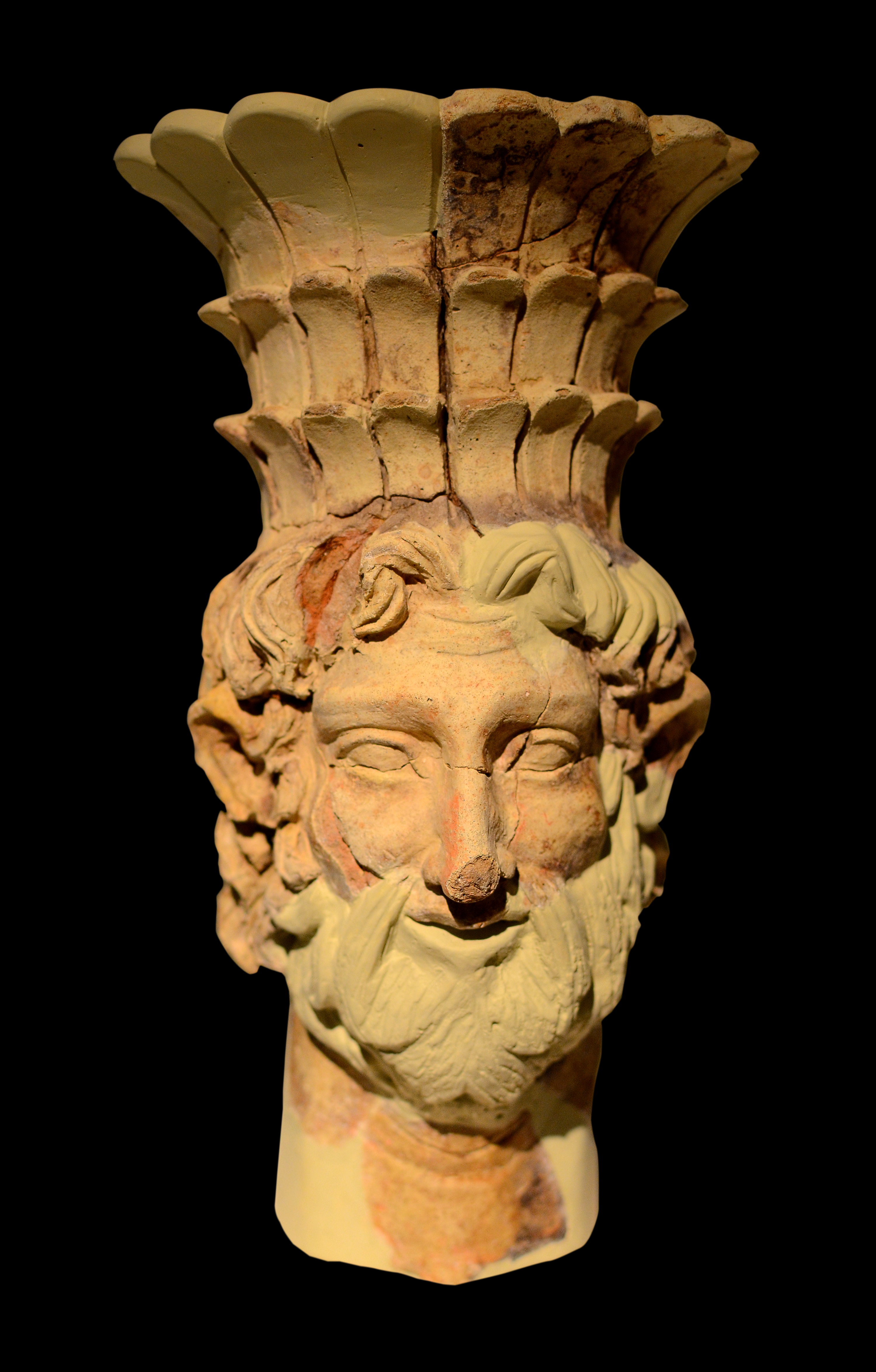
Brucia-profumi in terracotta con la testa di Baal-Hammon
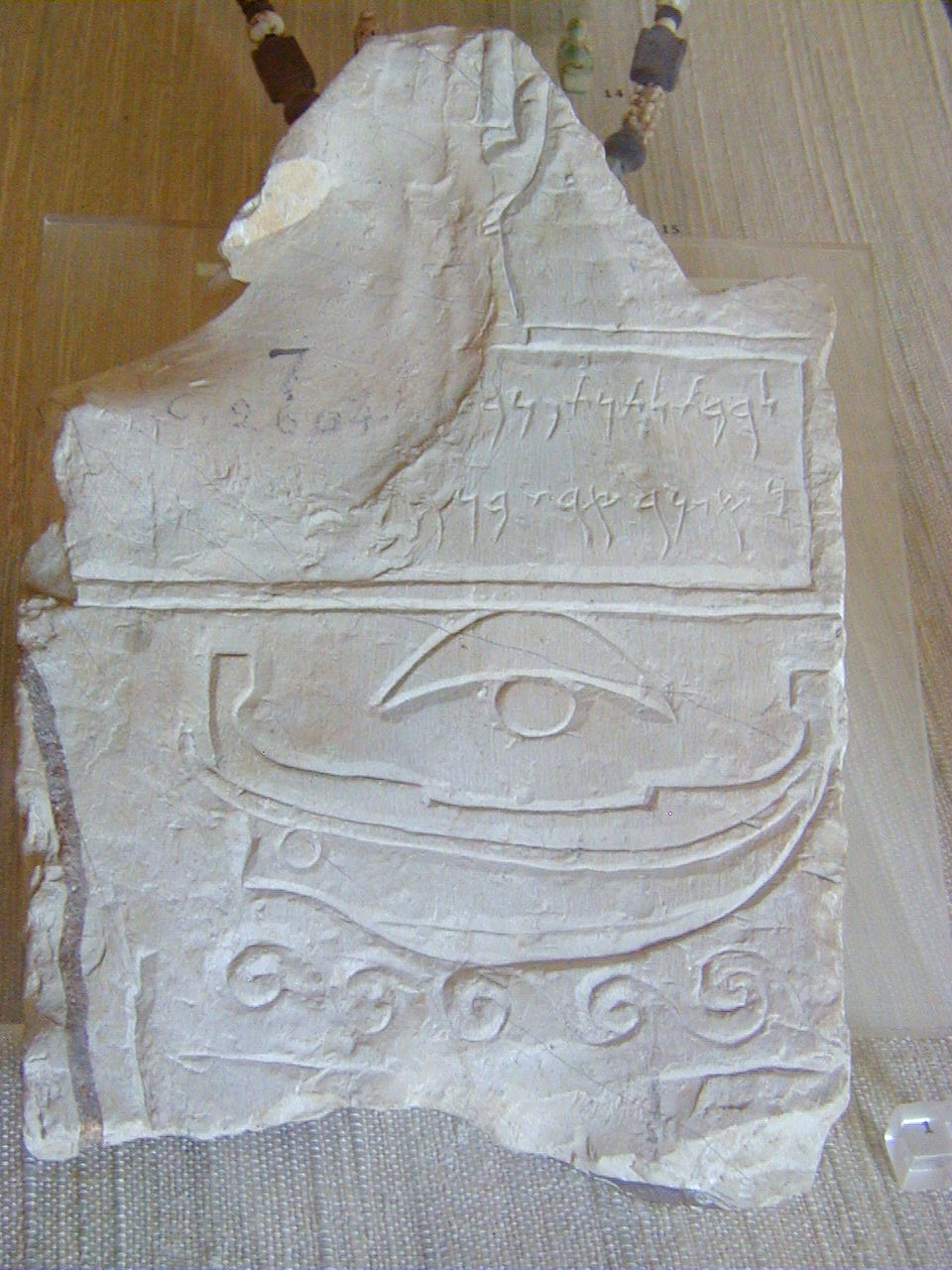
Stele in calcare con raffigurazione di una nave e iscrizione
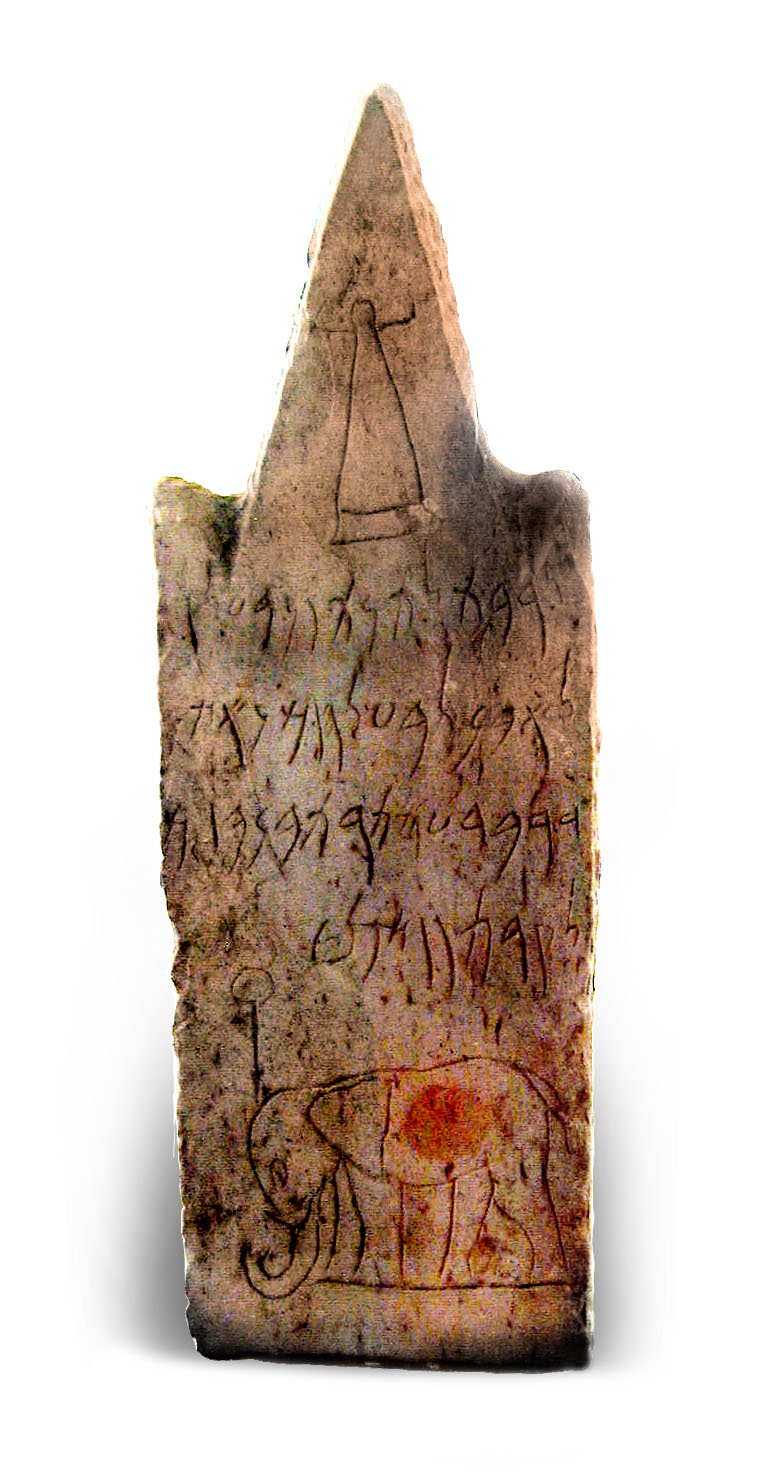
Stele in calcare con raffigurazione di un elefante e iscrizione
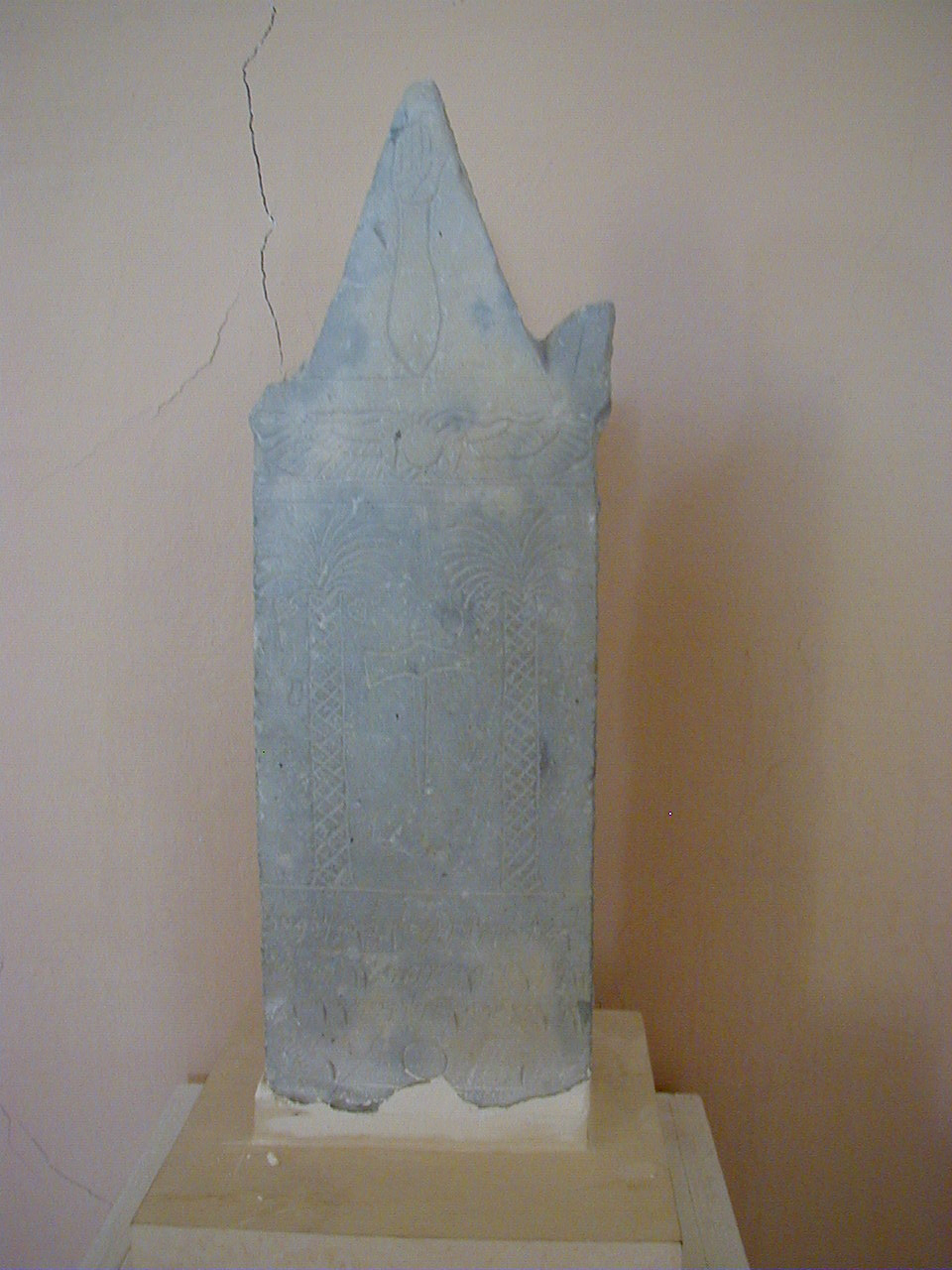
Stele in calcare con raffigurazione di palme
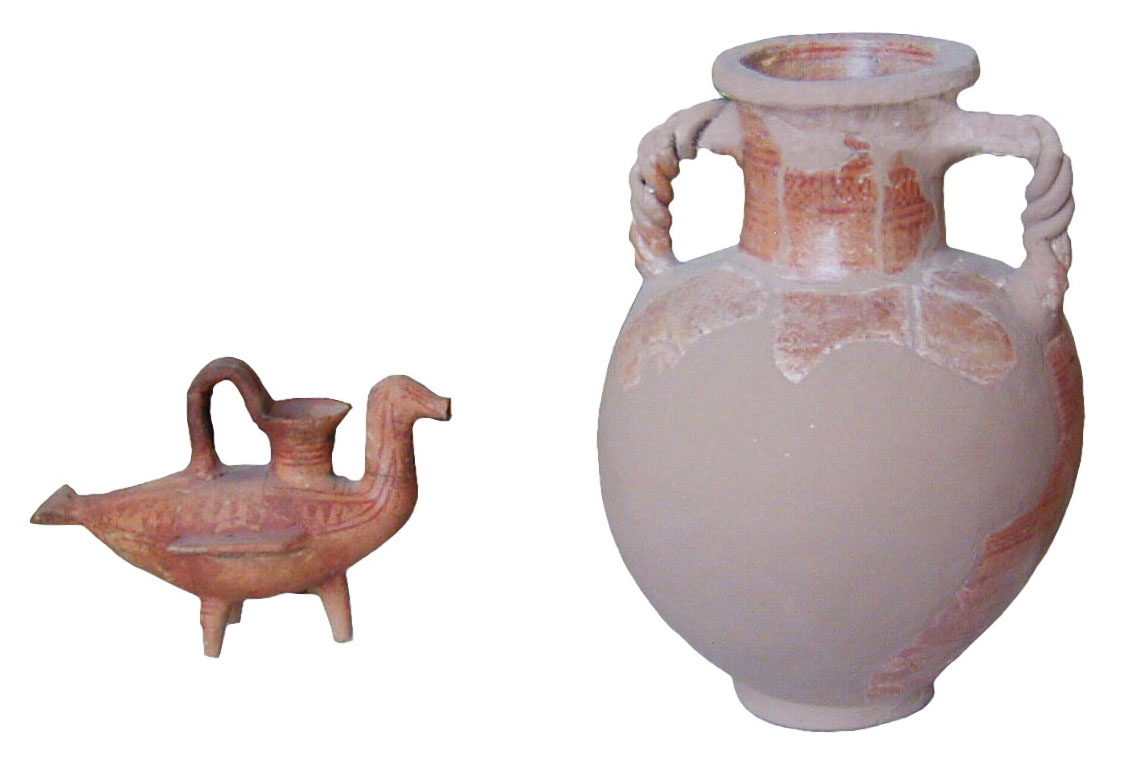
Oggetti provenienti dalla "cappella Cintas" del tofet.
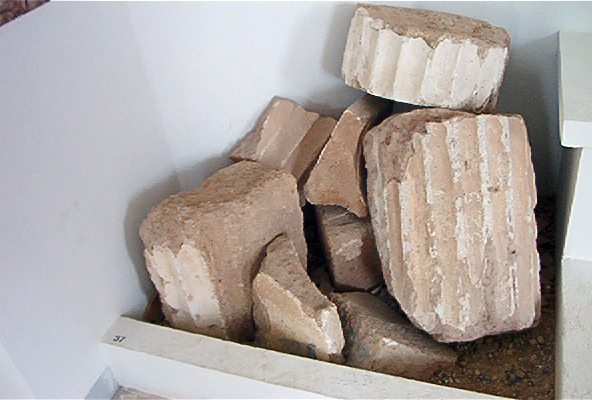
Frammenti di fusti di colonna stuccati di bianco

Il museo ospita anche la più importante collezione di stele provenienti dal tofet, la maggior parte di quelle scoperte nel santuario a partire dal 1921.  Le stele più antiche sono in arenaria di El Haouaria, quelle più recenti in calcare e recano decorazioni incise come navi, palme, elefanti o ritratti di influenza ellenistica. A volte conservano delle iscrizioni. In una vetrina separata sono esposti i reperti rinvenuti nella "cappella Cintas", rinvenuta nel tofet da Pierre Cintas nel 1947, tra cui i materiali di due depositi di fondazione.
Pochi elementi provengono dalla città, come alcuni frammenti di fusti di colonna rivestiti da stucco bianco.

#### Il giovane di Byrsa

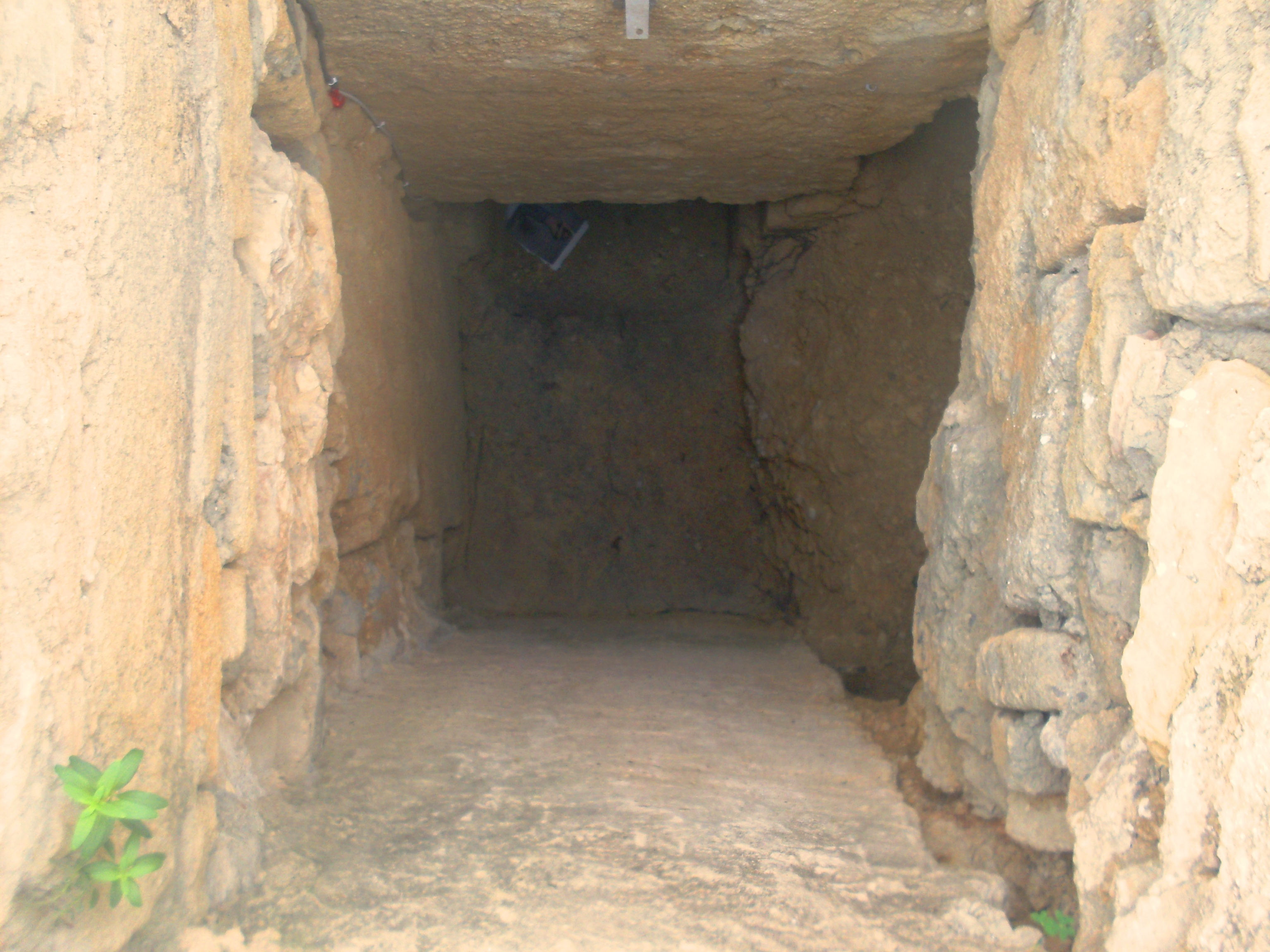
Tomba a pozzo del "giovane di Byrsa"
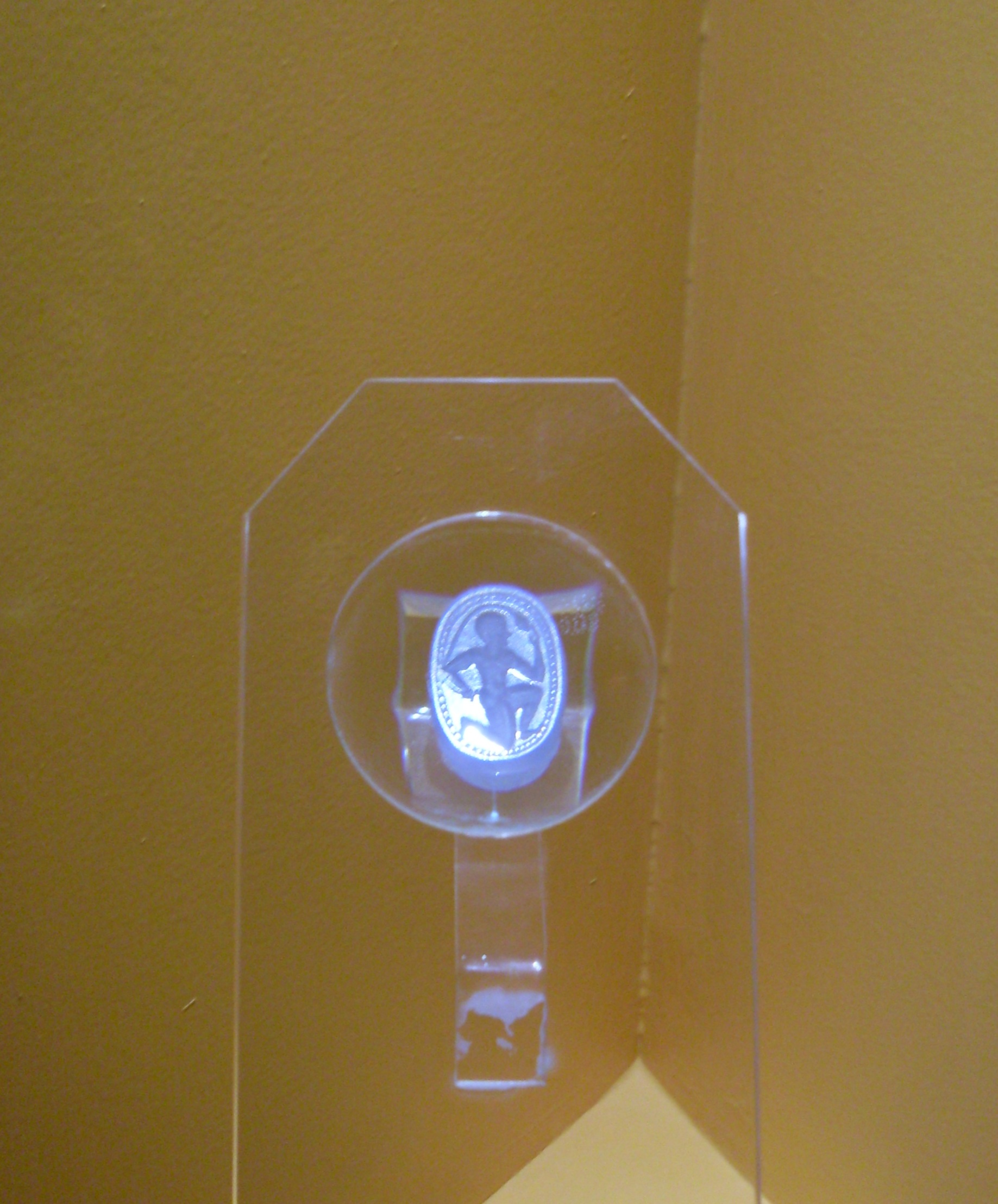
Scarabeo in calcedonio dalla sepoltura
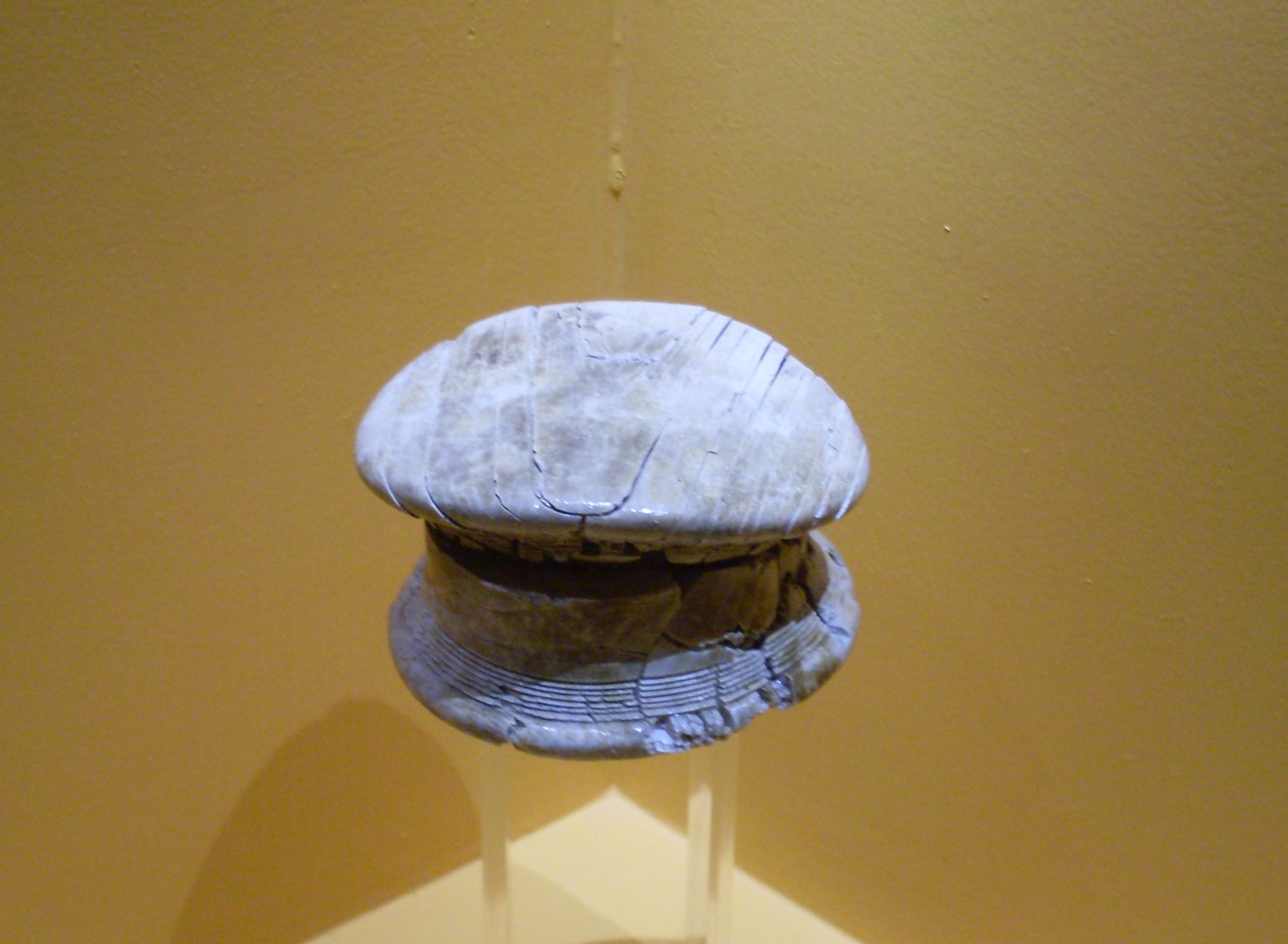
Pisside in avorio dalla sepoltura
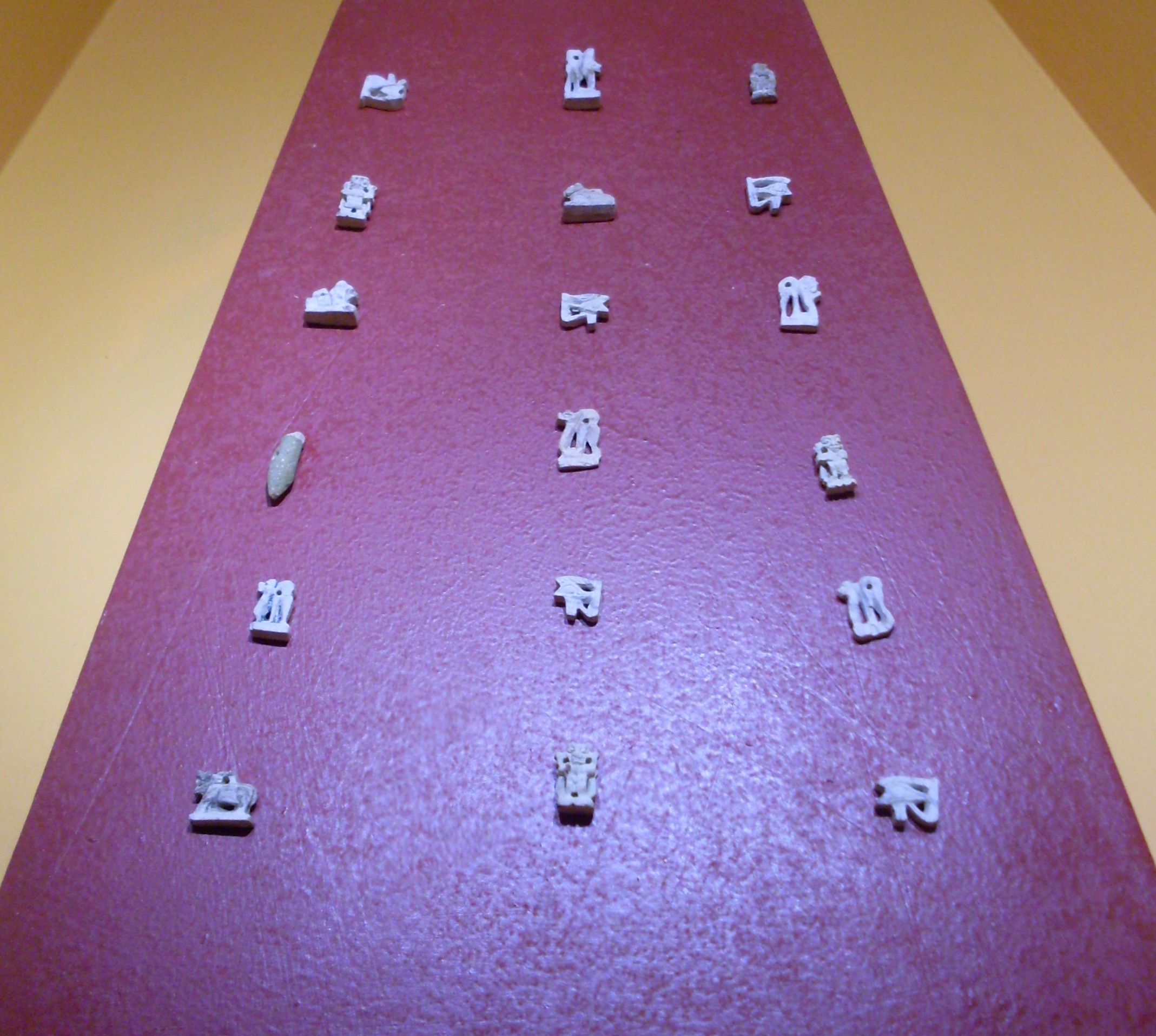
Amuleti egittizzanti dalla sepoltura
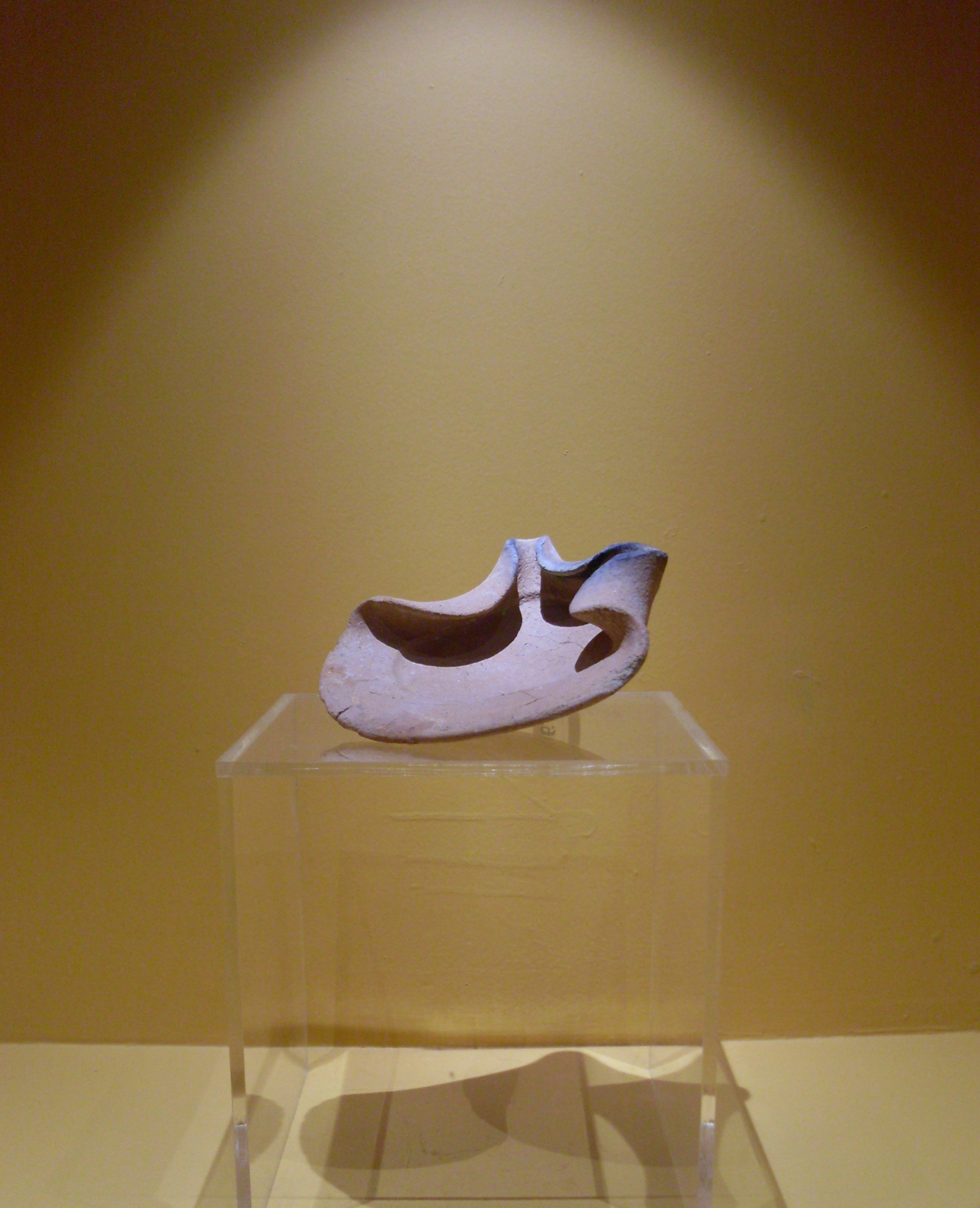
Lucerna dalla sepoltura
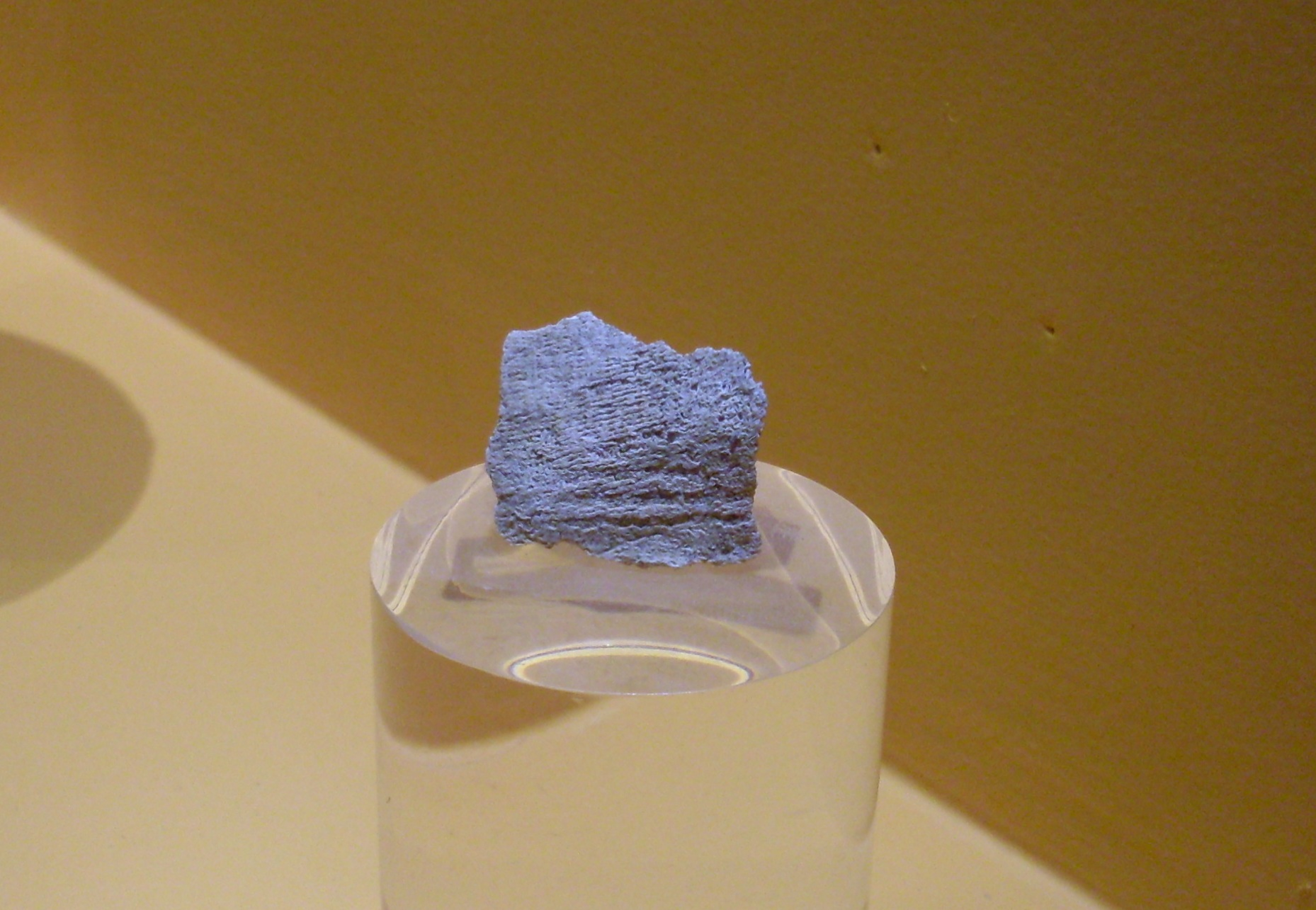
Frammento di lino dalla sepoltura
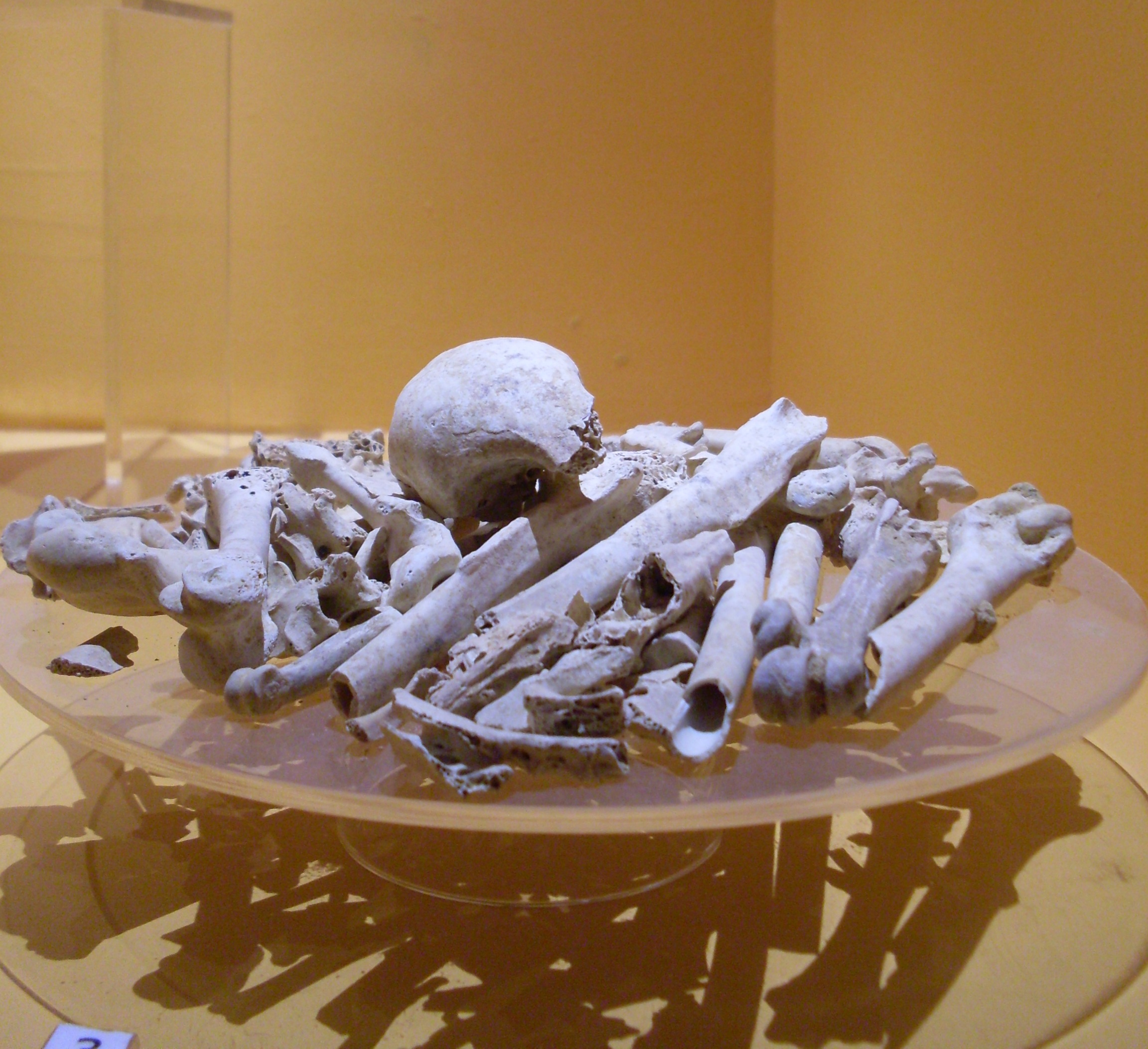
Lo scheletro del "giovane di Byrsa"
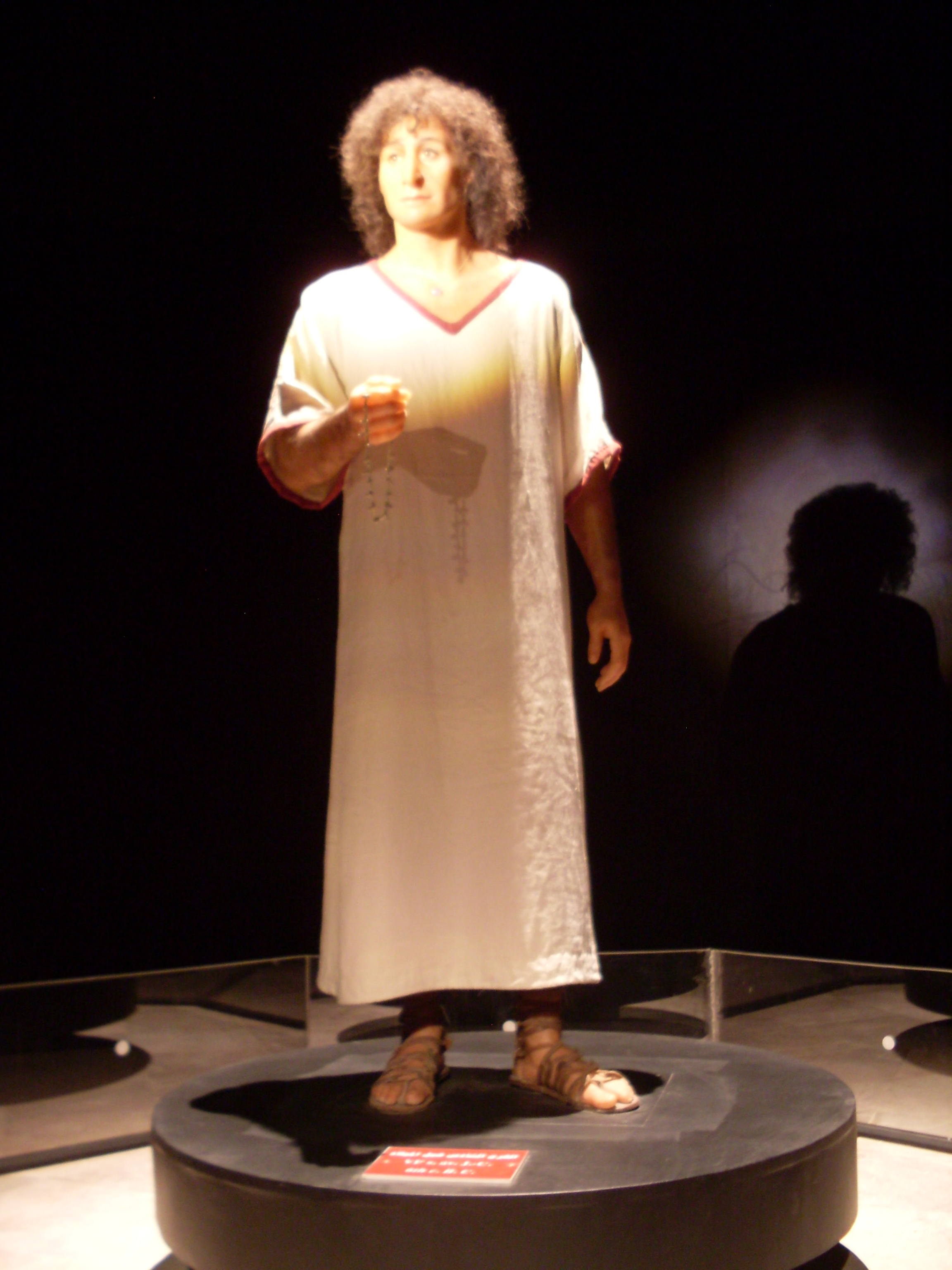
Ricostruzione dell'aspetto del defunto

Nel 1994 scavando per piantare un albero all'ingresso del museo, l'archeologo Jean-Paul Morel rinvenne una tomba a pozzo che sul fondo aveva due fosse coperte da lastre di chiusura, una sola delle quali occupata dal defunto. La sepoltura venne datata grazie al materiale ceramico al VI secolo a.C. Tra i materiali funerari si trovava anche uno scarabeo in calcedonio incolore, intagliato con la figura di un atleta con un fiore di loto, nella posizione della corsa in ginocchio, e una pisside in avorio, dieci piastrine in avorio che dovevano decorare una scatola di legno, altri amuleti, due anfore, una lucerna del tipo fenicio, le ossa di un'oca sacrificata e un frammento di lino.
Lo studio antropologico, condotto dal professor Sihem Roudesli-Chebbi, ha permesso di riconoscere nei resti, un individuo di sesso maschile di circa 19-24 anni, alto circa 1,70 m. La sua figura è stata ricostruita da Elisabeth Dayanes.
I resti e la ricostruzione sono stati presentati in una mostra temporanea che ha avuto luogo nel museo tra l'ottobre del 2010 e il luglio del 2011

#### Iscrizione edilizia

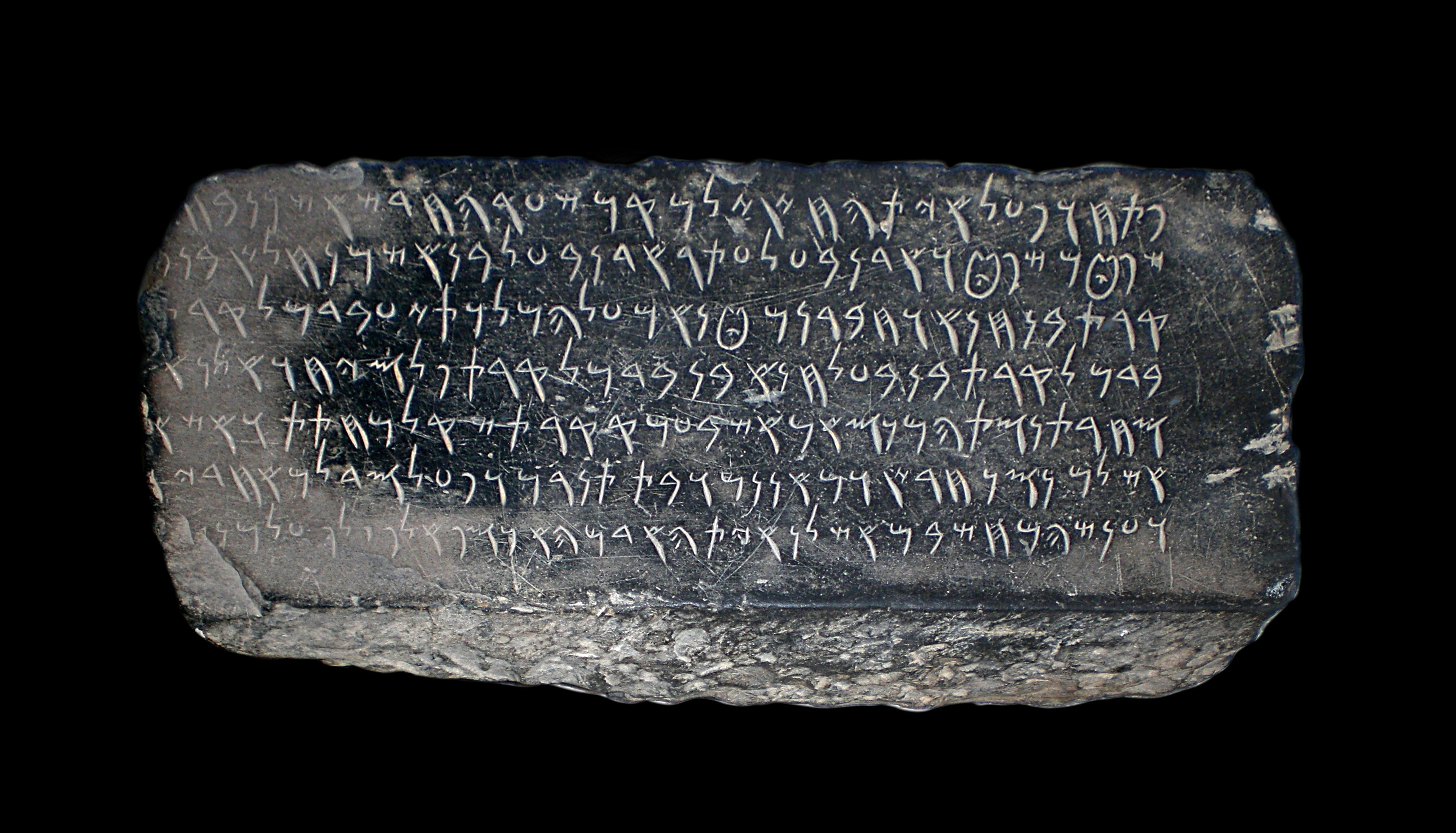
L'iscrizione

Il museo espone anche un'iscrizione su marmo o calcare nero in lingua punica e in alfabeto fenicio, scoperta nel 1964 insieme ai resti di un edificio tardo romano e dunque non nel suo luogo di collocazione originario. L'iscrizione è detta "Iscrizione edilizia" ed è stata variamente datata tra il IV e il II secolo a.C. Il testo, sebbene incompleto e di difficile interpretazione, riguarda dei lavori edilizi condotti nella città e rappresenta pertanto un documento eccezionale, in quanto rappresenta l'unico testo punico di carattere civile giunto fino a noi.

### Collezioni romane

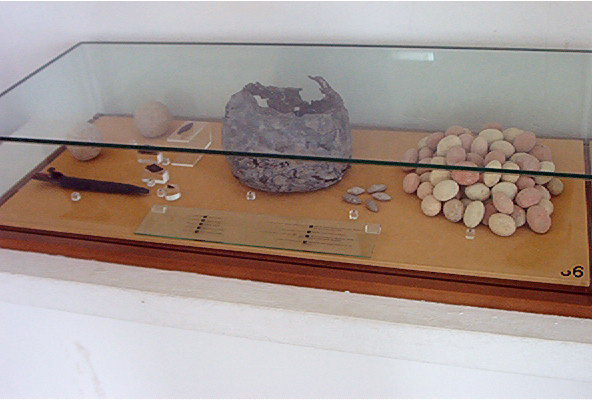
Vetrina con materiali dell'assedio del 149-146 a.C.
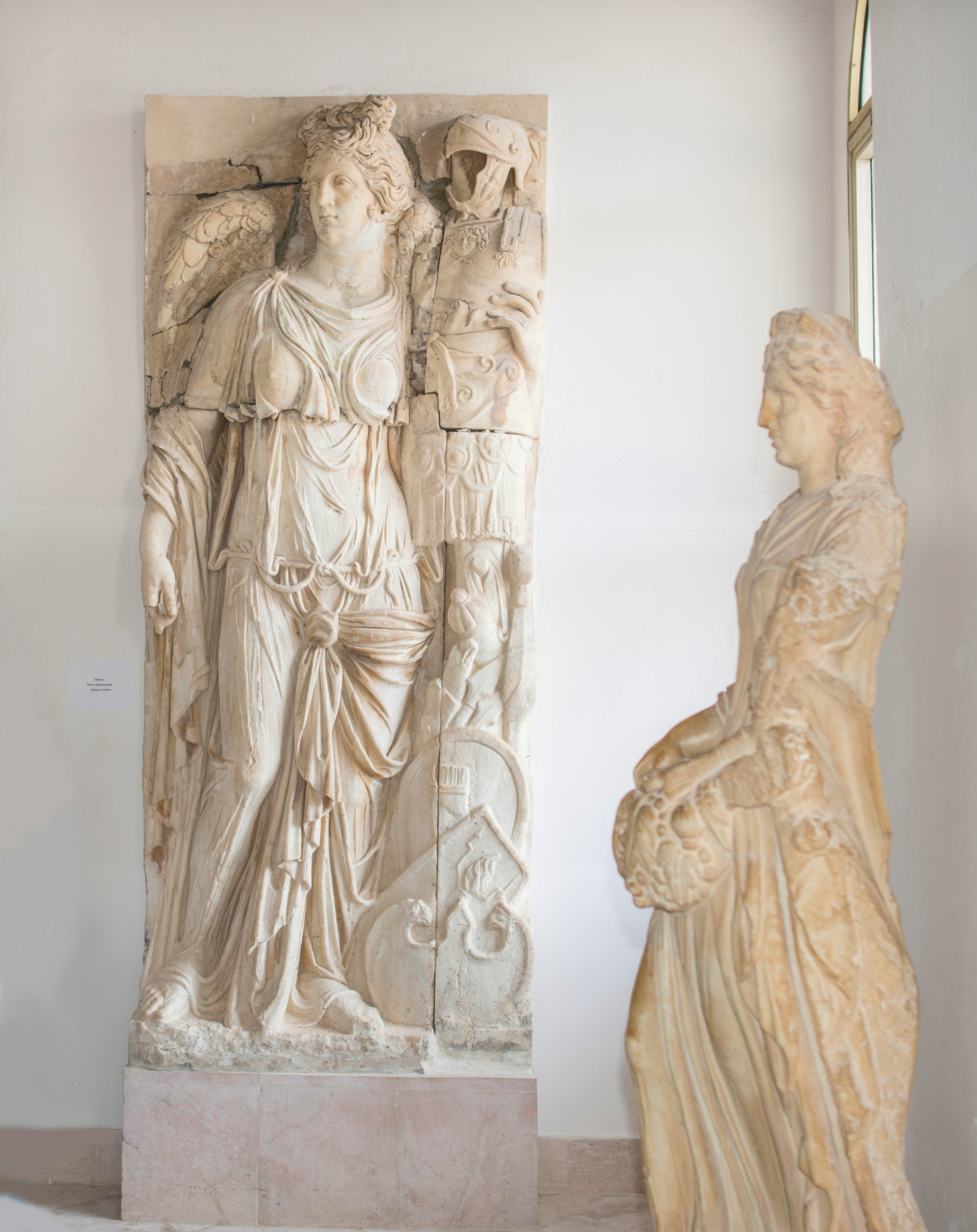
Rilievo con Vittoria e trofeo
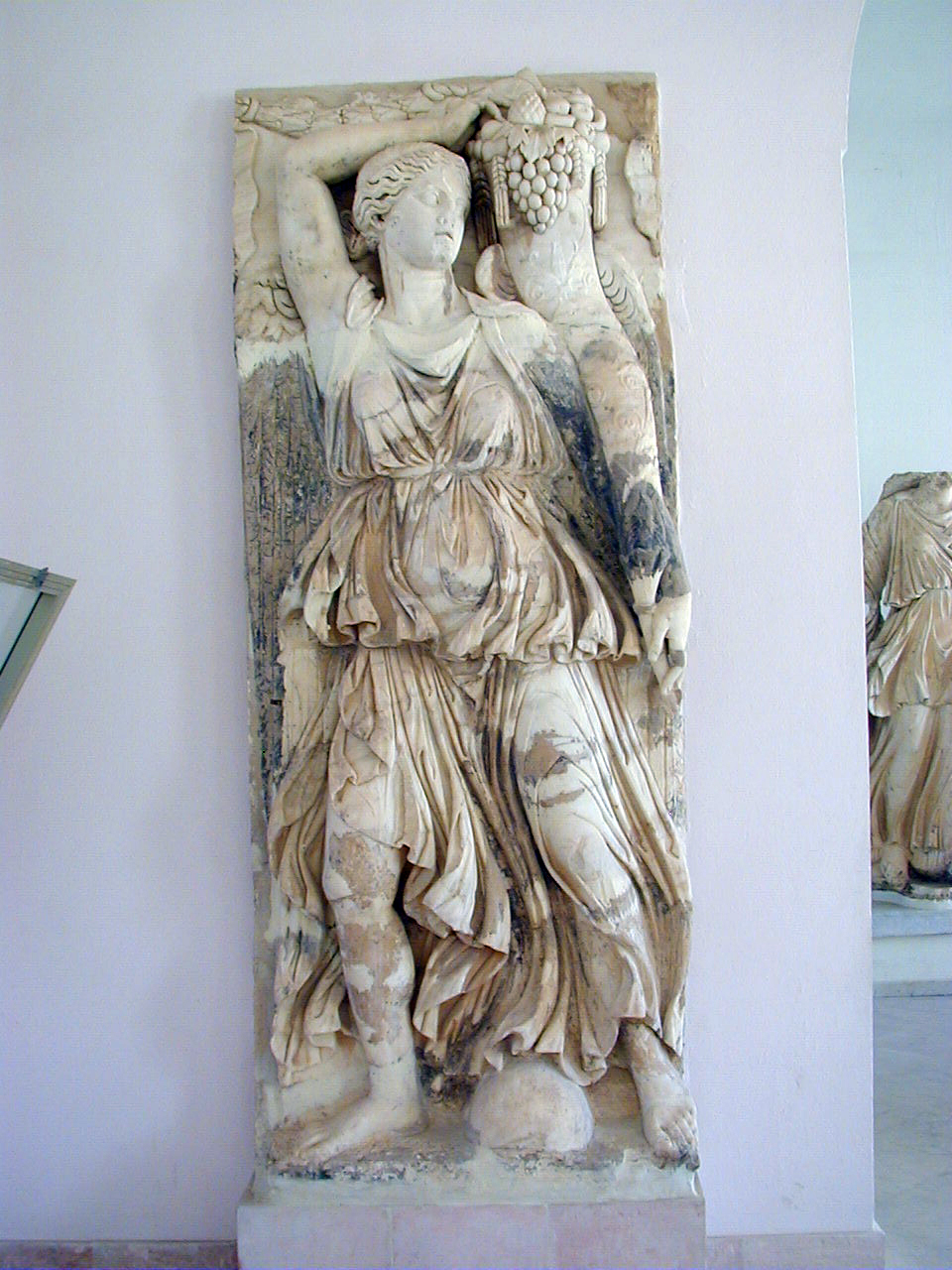
Rilievo di figura femminile con il corno dell'abbondanza
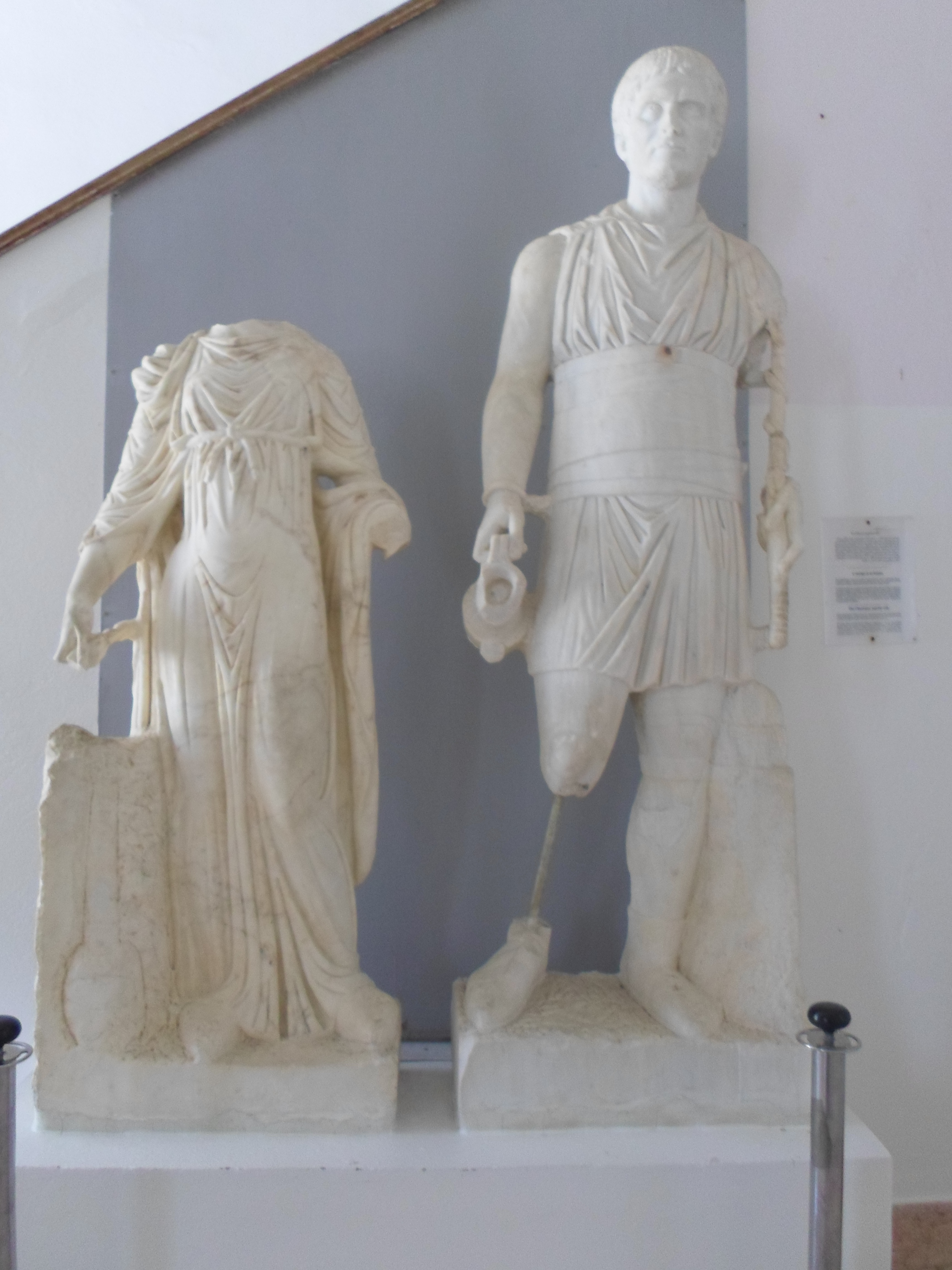
Statua di un auriga e di sua moglie
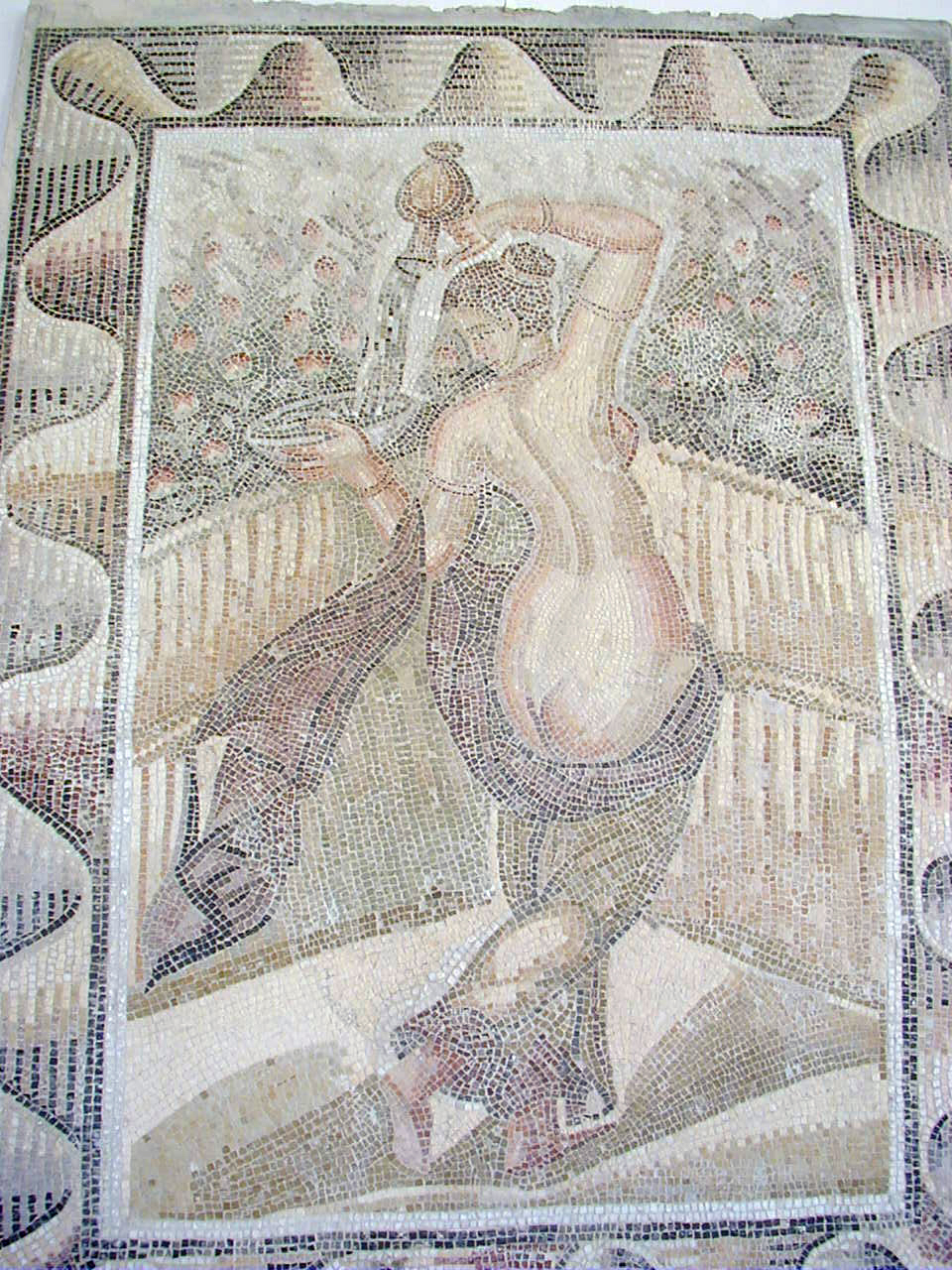
Pannello a mosaico dalle terme di Sidi Ghrib
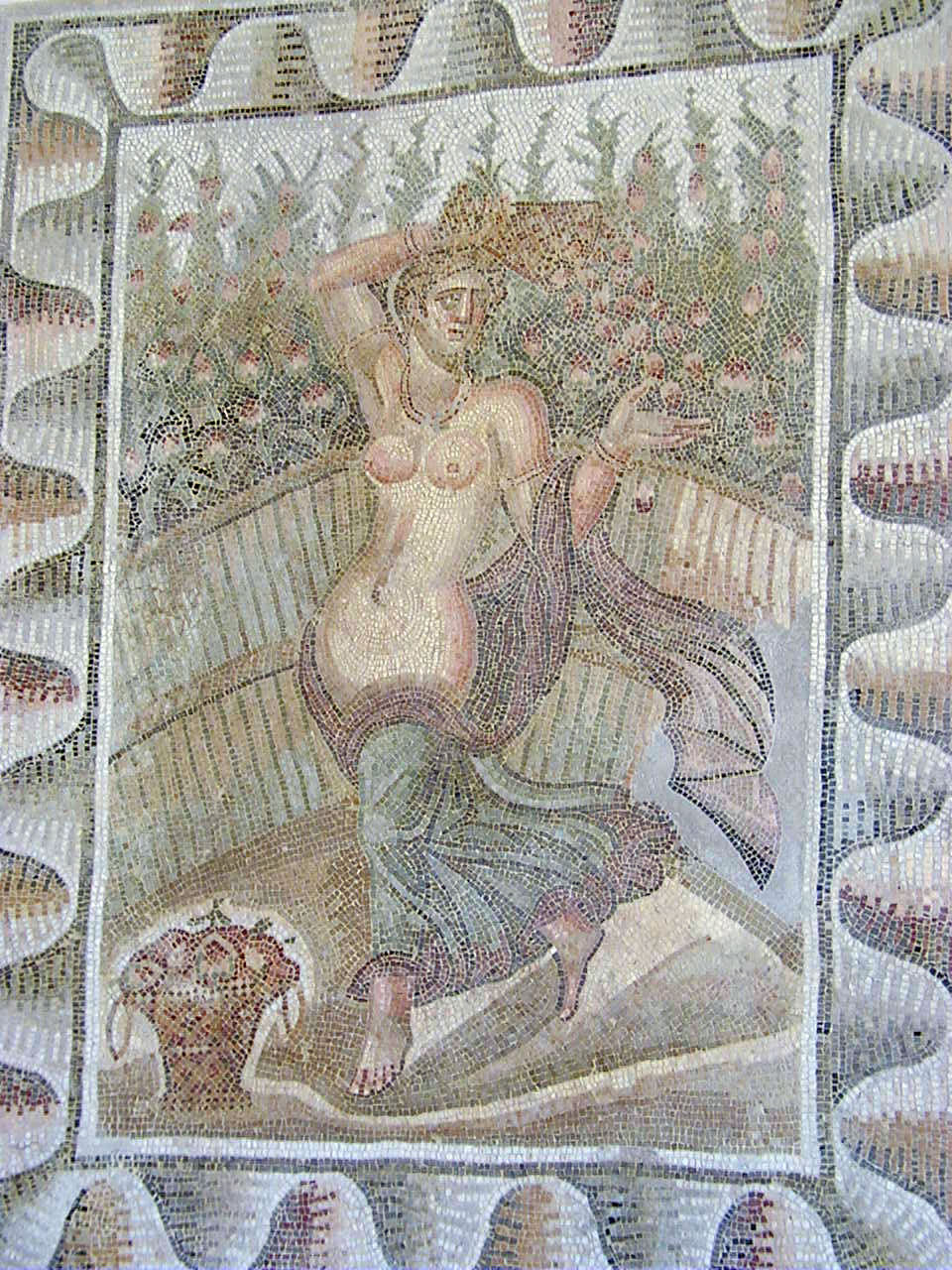
Pannello a mosaico dalle terme di Sidi Ghrib

Sono esposti dei proiettili di fionda, proiettili per catapulta, spade e lo scheletro di uno degli ultimi combattenti riferiti all'assedio che portò alla distruzione della Cartagine punica nel 146 a.C.
Sulla collina di Byrsa furono rinvenuti dei rilievi con una Vittoria con un trofeo e con due figure femminili con il corno dell'abbondanza, datati per ragioni stilistiche alla fine del II secolo. I rilievi sono stati attribuiti ad un monumento che doveva commemorare la vittoria di Marco Aurelio sui Parti del 166.
Sono presenti ritratti di epoca augustea, tra cui un ritratto femminile identificato come "Giulia" e un ritratto di grandi dimensioni di un personaggio femminile di epoca antonina. La statua funeraria di un auriga, offre testimonianza delle attività nel circo romano della città.
Tra i mosaici sono esposti nel museo i pannelli provenienti dalle terme private di Sidi Ghrib, presso Tunisi, con due figure femminili in un roseto rappresentate mentre versano acqua. Il mosaico è datato agli inizi del V secolo.

### Collezioni cristiane e bizantine

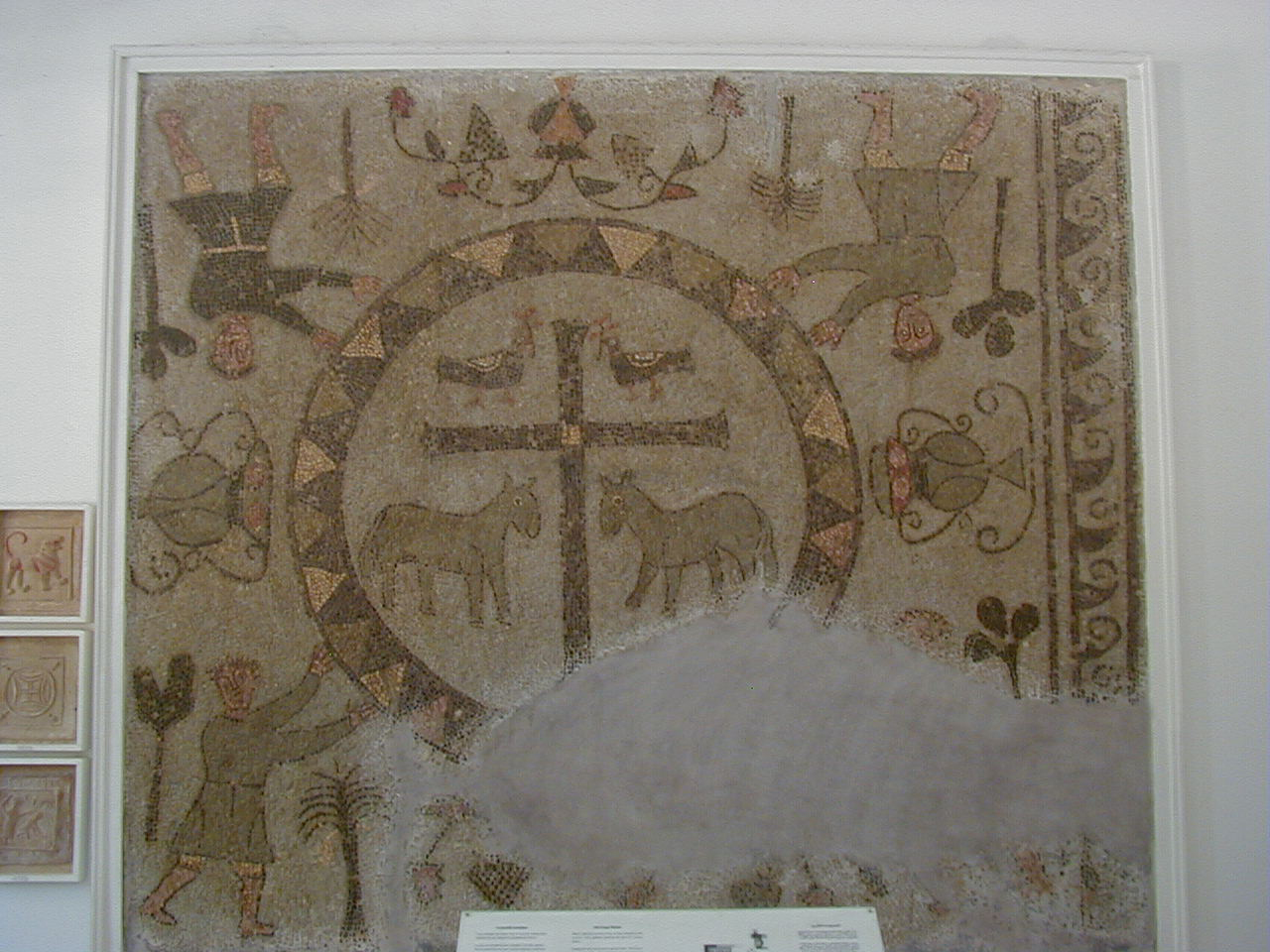
Mosaico dei Quattro evangelisti
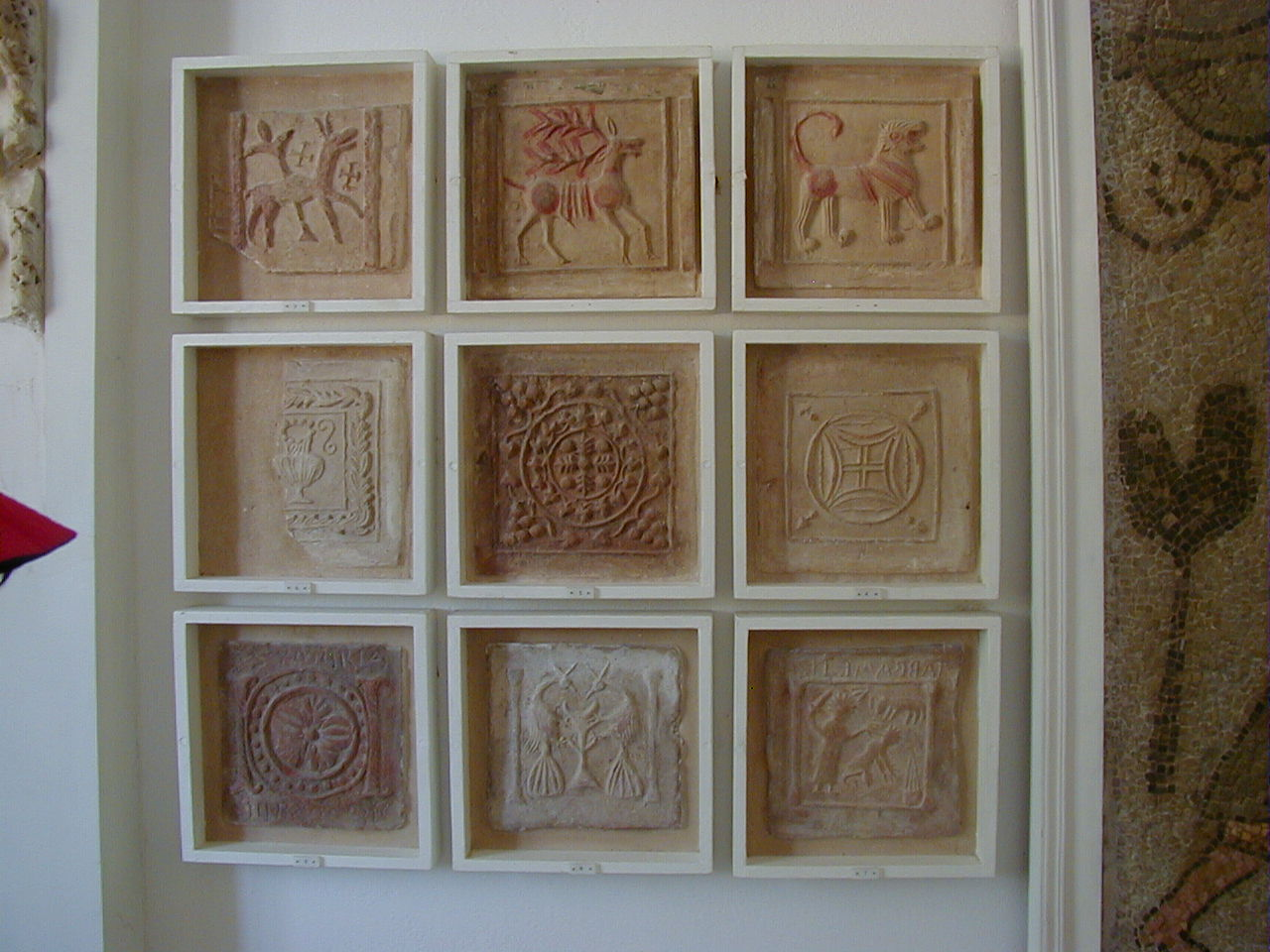
Placche di terracotta decorate con temi cristiani
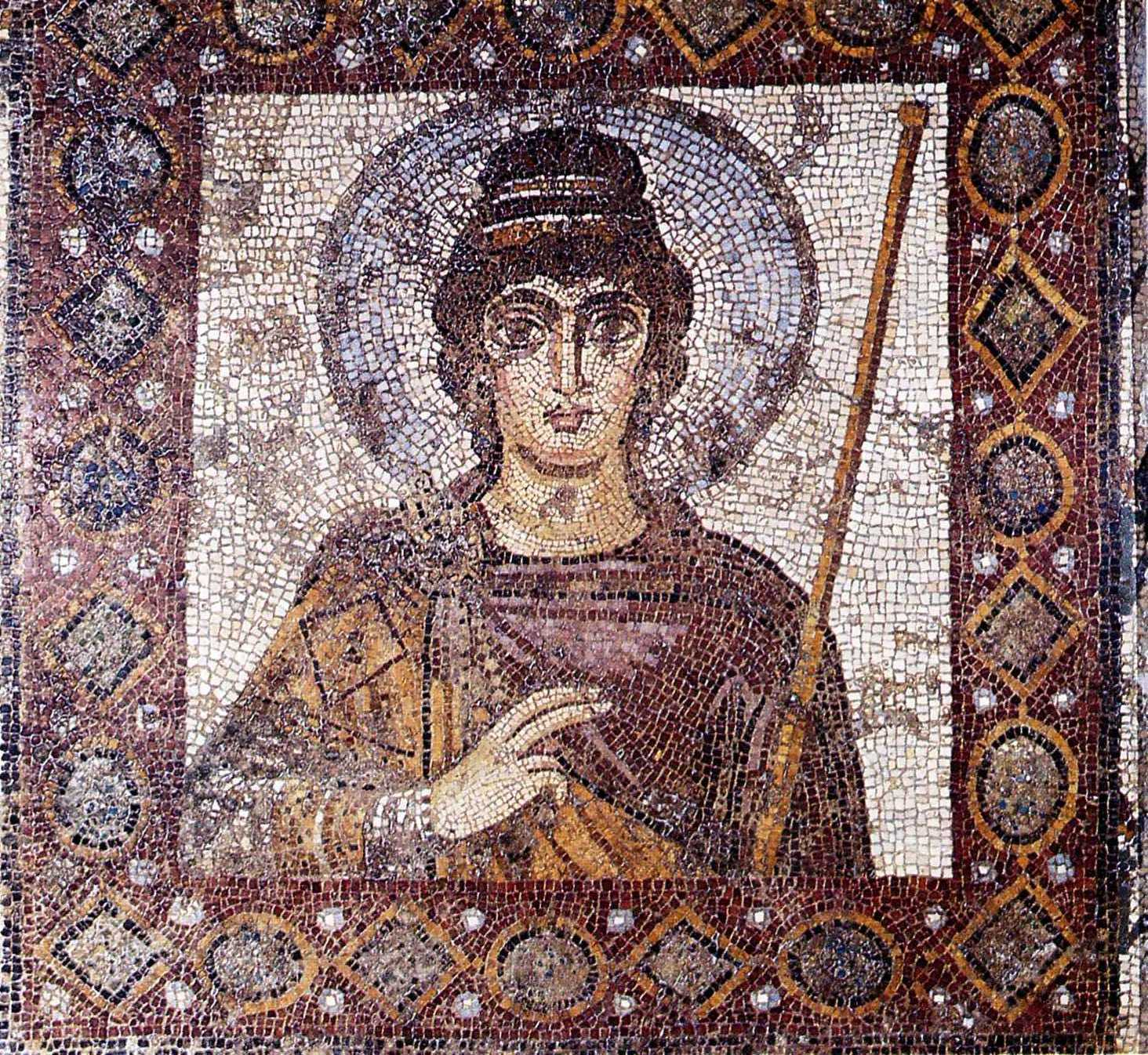
Mosaico detto della "dama di Cartagine"

Un mosaico raffigurante i quattro evangelisti intorno ad una sfera in cui si inserisce la croce, rinvenuto in una villa del vicus Castrorum della città e rappresenta una delle più antiche testimonianze del cristianesimo trionfante. Sono custoditi anche numerose placche di terracotta decorate con temi cristiani e numerose iscrizioni, rinvenute da padre Delattre negli scavi delle principali basiliche cristiane.
Al VI secolo è datato un mosaico rinvenuto sulla collina di Santa Monica, interpretato tradizionalmente come il ritratto di un'imperatrice bizantina.